# Marguerite de Ravensberg
Marguerite de Ravensberg (° v. 1320 - † 13 février 1389), fille de Otton IV de Ravensberg (en) et de Marguerite de Berg-Windeck (en).

## Biographie
À la mort de son père, Otton IV de Ravensberg (en), 1328, le comté de Ravensberg va à son frère cadet Bernard. Toutefois, lorsque celui-ci meurt en 1346 sans descendance, Marguerite devient l'unique héritière de Ravensberg, sa sœur aînée, Edwige, étant morte en 1336.
Quand Adolphe VI, comte de Berg décède en 1348 sans descendance, Marguerite, en tant qu'unique nièce survivante, hérite également du comté de Berg.

## Mariage et descendance
En 1336, Marguerite épouse Gérard VI de Juliers. Ils eurent pour enfants :
- Guillaume II de Berg (1338-1408), d'où la suite des comtes ou ducs de Berg, Ravensberg et Juliers
- Élisabeth de Juliers († 1388), mariée en 1353 au comte Henri V de Waldeck († 1397)
- Marguerite de Juliers († 1425), mariée en 1369 au comte Adolphe III de La Marck († 1394 ; héritier de Clèves en 1368), d'où la suite des comtes ou ducs de Clèves et de La Marck (puis de Berg, Ravensberg et Juliers en 1511, à partir de Jean III, époux de Marie de Juliers-Berg-Ravensberg en 1509).

## Sources
- (en) Cet article est partiellement ou en totalité issu de l’article de Wikipédia en anglais intitulé « Margaret of Ravensberg » (voir la liste des auteurs).